# Harbin Z-19
Harbin Z-19 — китайский ударный вертолёт.
Второй, после CAIC WZ-10, бронированный ударный вертолёт КНР, с тандемной схемой размещения экипажа. Разработан китайской компанией HAIG (Harbin Aircraft Industry Group) на основе Harbin Z-9.
Предназначен для уничтожения живой силы и техники противника, нанесения ударов по наземным целям, воздушной поддержки и сопровождения, а также для воздушной разведки.
Вертолёт разработан в качестве дополнения к более крупному и дорогому китайскому ударному вертолёту CAIC WZ-10. 
Z-19 может нести до 8 ПТУР или 4 пушечных/НАР подвесных контейнера.

## Конструкция
Z-19 создан на основе Harbin Z-9WA, но отличается от исходной версии тандемной кабиной. Силовая установка, роторная система и хвостовая часть от Z-9WA сохранены.
Z-19 выполнен по классической схеме, с тандемным размещением экипажа. Кабина и остекление вертолёта бронированы. Шасси неубираемое энергопоглощающее, для безопасности при аварийной посадке.
Вертолёт оснащен 2 турбовальными двигателями, применены меры по снижению ИК-заметности.
Несущий винт — 4-х лопастной, рулевой винт размещен в фенестроне. Лопасти выполнены из композитных материалов.
Корпус выполнен по технологии стелс.
В комплектацию вертолётов входит надвтулочная РЛС. Бортовое оборудование пилотов реализует принцип стеклянной кабины, установлены большие МФИ.
Вооружение вертолёта состоит из ОПС, размещённой в носовой части. 
Управляемые ракеты могут крепиться на 4 узлах подвески крыльев.

## Тактико-технические характеристики

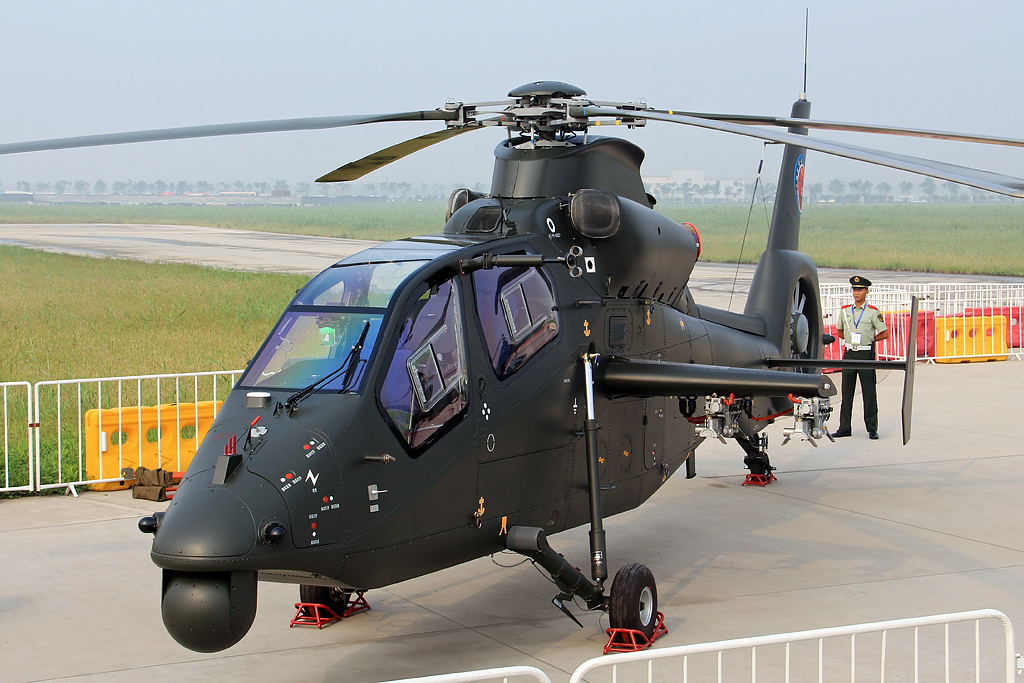
Harbin Z-19

Приведенные характеристики соответствуют модификации Harbin Z-19.
Технические характеристики
- Экипаж: 2 (пилот и оператор вооружения)
- Длина: 12,0 м
- Длина фюзеляжа:
- Диаметр несущего винта: 11,9 м
- Диаметр рулевого винта:
- Размах крыла:
- Максимальная ширина фюзеляжа:
- Высота: ~4,0 м
- Площадь, ометаемая несущим винтом:
- База шасси:
- Колея шасси:
- Масса пустого: 2350 кг
- Максимальная взлётная масса: 4500 кг
- Силовая установка: 2 × турбовальных WZ-8A (Turbomeca Arriel-1C1)
- Мощность двигателей: 2 × 848 л. с. (2 × 632 кВт (взлётная))

Лётные характеристики
- Максимальная скорость: 280 км/ч
- Крейсерская скорость: 245 км/ч
- Практическая дальность: 700 км
- Продолжительность полёта:
- Практический потолок: 4500 м
- Статический потолок:  
  - с использованием эффекта земли:
  - без использования эффекта земли:
- Максимальная эксплуатационная перегрузка:

Вооружение
- Стрелково-пушечное: 1 × 23-мм пушка (23×152 мм)
- Точки подвески: 4
- Управляемые ракеты:  
  - ракеты «воздух-земля»: до 8 × ПТУР AKD-9 [4]
  - ракеты «воздух-воздух»: AKK-90 (TY-90)[4]
- Неуправляемые ракеты: до 4 x блоков калибра 57-мм , 70-мм или 90-мм

## На вооружении
Китай: более 120 единиц по состоянию на 2022 год 